# Gaston Bouzanquet
Pour les articles homonymes, voir Bouzanquet.
Gaston Bouzanquet, né à Vauvert (Gard) le 24 avril 1866 et mort à Nîmes le 16 janvier 1937, est un photographe français.

## Biographie
Fils d'un viticulteur protestant, Ulysse, maire de Vauvert de 1888 à 1892, Gaston Bouzanquet suit sa famille qui quitte Vauvert pour Paris en 1870, en raison de la crise du phylloxéra. Son père est alors négociant en vin. Gaston étudie au lycée Charlemagne, assiste aux expositions universelles de 1888 et de 1900, et s'ouvre aux innovations en tout genre, notamment à la photographie stéréoscopique. Il devient docteur en droit.
À Paris, il rencontre trois personnes qui vont marquer son destin : Jules Charles-Roux, député des Bouches-du-Rhône, Frédéric Mistral et Jeanne de Flandreysy, tous défenseurs du félibrige et de la Provence.
À la fin de ses études, il revient à Vauvert, dans son domaine des Silex, et photographie la Camargue et les prés dans lesquels paissent les troupeaux du marquis de Baroncelli. Il intègre la Nacioun gardiano pour diffuser la culture provençale.
En 1914, il est mobilisé au sein de l'intendance militaire au début de la Première Guerre mondiale, et se fixe à Nîmes par la suite, ville dans laquelle il partage ses expériences et ses photographies de voyage en Espagne, en Afrique du Nord et au Proche Orient. En 1930, il est élu à l'académie de Nîmes, au fauteuil 28, où il succède à Paul Giran.
Sa collection compte quelque 5000 photographies sur plaques de verre stéréoscopiques (en relief), déposées au musée de la Camargue en 2007.

## Photographies

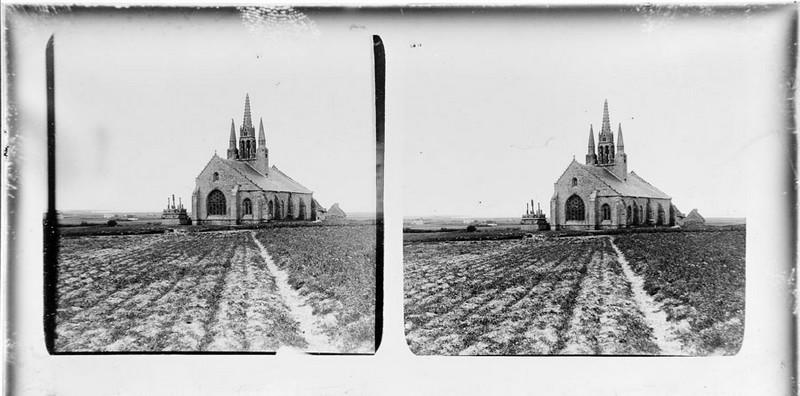
Calvaire et chapelle de Tronoën par Gaston Bouzanquet
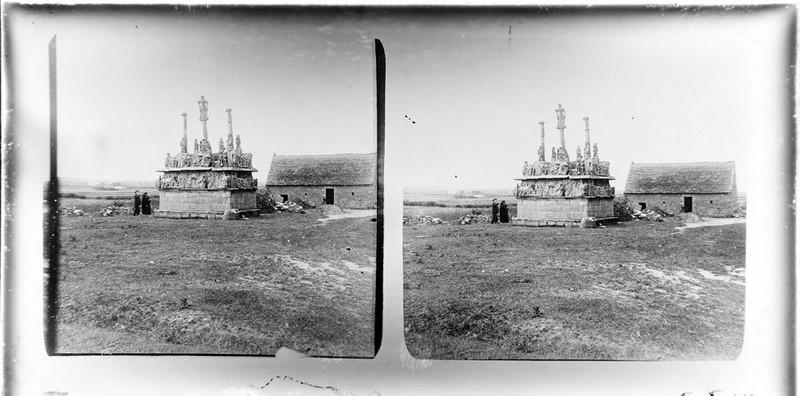
Calvaire de Tronoën par Gaston Bouzanquet
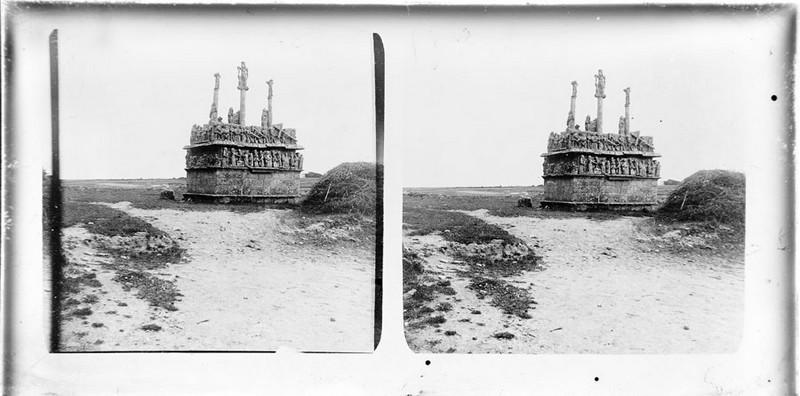
Calvaire de Tronoën par Gaston Bouzanquet

## Publications
- Manuel du candidat au grade d’attaché à l’intendance du cadre auxiliaire, avec G. Morel, 1902
- Les vins méridionaux, comment on les récolte, comment on les vend, comment on les consomme, 1907
- Le Taureau Camargue, son élevage, la course provençale, avec Jeanne de Flandreysy, 1925 [lire en ligne]

## Distinctions
- Officier de la Légion d'honneur en 1926.